# Гундаури (Кедский муниципалитет)
Гундаури (груз. გუნდაური) — село в Грузии, в муниципалитете Кеда автономной республики Аджария.

## География
Село расположено у подножия северного склона Шавшетского хребта, на левом берегу реки Мериси (левый приток реки Аджарисцкали). Высота над уровнем моря — 560 метров. Находится в 11 километрах от посёлка городского типа Кеда.

## Население
Согласно переписи 2014 года, в селе проживало 218 человек.

### Демография
| Год переписи | Численность населения |
| ------------ | --------------------- |
| 2002         | 254                   |
| 2014         | 218                   |